# Lemmy (mạng xã hội)
Lemmy là dịch vụ diễn đàn và đọc tin tức xã hội tự lưu trữ (self-hosting) tự do nguồn mở được LemmyNet phát triển. Các máy chủ của Lemmy, được gọi là liên hợp (instance), giao tiếp với nhau bằng giao thức ActivityPub.

## Lịch sử
Lemmy được người dùng Dessalines tạo ra trên GitHub vào tháng 2 năm 2019 theo giấy phép GNU Affero General Public License.
Trong bài đăng năm 2020, một trong những đồng sáng tạo của mạng xã hội này là Dessalines đã chia sẻ về nguồn gốc cái tên Lemmy. Dessalines nói rằng dự án này từng không có tên trong một thời gian dài, và anh nhận thấy các fediverse thường có xu hướng đặt tên cho các dự án theo tên động vật, và anh muốn giữ nguyên "truyền thống" đó. Dessalines cũng tiết lộ rằng mình đã từng chơi trò Lemmings, và rằng Lemmy (một thành viên của ban nhạc rock Motörhead) đã qua đời vào "tuần đó" ("that week"). Dessalines đã tổ chức một vài cuộc thăm dò ý kiến để đặt tên, và cuối cùng chọn cái tên Lemmy.
Theo website thống kê fediverse the-federation.info, Lemmy chỉ có ít hơn 100 liên hợp trước tháng 6 năm 2023, sau đó tăng lên 1.521 liên hợp Lemmy với tổng số 66.000 người dùng hoạt động hàng tháng vào ngày 27 tháng 7 năm 2023. Các liên hợp phổ biến nhất của Lemmy là Lemmy.World, Lemmy.ml và sh.itjust.works, với tổng số người dùng lần lượt là 170.000, 52.400 và 28.400 người dùng, và với lần lượt 16.400, 2.100 và 2.400 người dùng hoạt động hàng tháng, tính đến ngày 15 tháng 12 năm 2024.

## Mô tả
Lemmy được tạo thành từ một mạng lưới các máy chủ độc lập có thể giao tiếp với nhau (fediverse), trái ngược với cấu trúc tập trung, nguyên khối của các nền tảng truyền thông xã hội khác. Lemmy đôi khi được người ta coi như một nền tảng thay thế cho Reddit.
Người dùng trên các liên hợp có thể viết bài đăng kèm liên kết, văn bản hoặc hình ảnh đến các diễn đàn do người dùng tạo ra để thảo luận được gọi là cộng đồng (community). Bài đăng và bình luận có thể được người dùng khác upvote hoặc downvote (gần giống như thích và không thích), mặc dù tính năng downvote có thể bị người quản trị của mỗi liên hợp loại bỏ.
Tuy mỗi cộng đồng sẽ chỉ gắn liền với một liên hợp cụ thể, tuy nhiên người dùng có thể đăng ký cộng đồng, tạo bài đăng và để lại bình luận dù hoạt động ở trên liên hợp khác. Quản trị viên của mỗi liên hợp và người kiểm duyệt của các cộng đồng cụ thể sẽ chịu trách nhiệm kiểm duyệt nội dung trên liên hợp/cộng đồng của mình. Tên của mỗi cộng đồng đều bắt đầu bằng c/ trong URL (ví dụ lemmy.ml/c/privacy).
Các liên hợp Lemmy thường được hỗ trợ bằng tiền ủng hộ.

## Mối quan hệ với các mạng xã hội khác
ActivityPub là giao thức được sử dụng để cho phép các máy chủ của Lemmy hoạt động như một mạng xã hội liên hợp. Nó cũng cho phép người dùng tương tác với các nền tảng tương thích như Kbin và Mastodon.
Vào tháng 6 năm 2023, sau thông báo của Reddit về những thay đổi liên quan đến dịch vụ API Reddit nhằm mục đích giảm việc sử dụng các máy khách Reddit của bên thứ ba, các thành viên cộng đồng đã thảo luận về việc chuyển sang Lemmy và các đối thủ cạnh tranh khác của Reddit. Reddit đã cấm một người dùng vì quảng cáo chuyển sang Lemmy cũng như cấm toàn bộ subreddit r/LemmyMigration (subreddit bàn về việc chuyển sang Lemmy); điều này đã dẫn đến hiệu ứng Streisand sau khi vụ việc trên thu hút được sự chú ý trên các website như Hacker News. Lệnh cấm bị thu hồi một ngày sau đó.